# ГЕС-ГАЕС Консо
ГЕС-ГАЕС Консо (ісп. Conso) — гідроелектростанція на північному заході Іспанії на річці Камба (через Бібей та Сіль належить до сточища найбільшої річки Галісії Мінью).
Для роботи станції Камбу перекрили греблею Лас Портас. Це бетонна аркова споруда заввишки 141 метр і завдовжки 477 метрів, на спорудження якої пішло 641 тис. м3 матеріалу. Вона утримує водосховище площею поверхні 11,8 км2 та об'ємом від 27 до 536 млн м3 (в залежності від рівня поверхні). Від водосховища вода подається по дериваційному тунелю до машинного залу, розташованого за 4,5 км від греблі в долині річки Консо (як і Камба є лівою притокою Бібей).
Основне обладнання станції становлять три гідроагрегати загальною потужністю 298 МВт у турбінному та 228 МВт у насосному режимах. Як нижній резервуар при виконанні функції гідроакумуляції використовується споруджене на Бібей водосховище Бао (ГЕС Пуенте-Бібей), одна із заток якого простягнулась по долині Консо. Різниця у висотах між водосховищами дозволяє створити напір у 230 метрів.
Зв'язок з енергосистемою відбувається по ЛЕП, що працює під напругою 220 кВ.
Варто також відзначити, що водосховище Бао використовується як нижній резервуар іншої ГАЕС Соутело.